# Пісняр-лісовик сірий
Пісняр-лісовик сірий (Setophaga plumbea) — вид горобцеподібних птахів родини піснярових (Parulidae). Поширений у Малих Антильських островах. 

## Поширення
Вид поширений на Гваделупі (острови Марі-Галан і Терр-де-О) і Домініці. Населяє сухі лісо-чагарникові місцевості в низинах, невелику змішану рослинність з великою кількістю підліску в горах і тропічні ліси.

## Опис
Довжина тіла 14 см. Птахи мають сіре оперення на голові, вузьку білувату розмиту смужку над очима, яка починається над оком і тягнеться до потилиці та білу лінію під оком. Верхня частина оперення сіра, крила чорнуваті з сірими краями пір’я та двома білими смужками крил. Хвіст чорнуватий з сірими краями пір'я та білими кінчиками зовнішніх пір'я, підхвістя білі. Нижня частина оперення середньо-сіра з білою центральною областю на горлі, грудях і животі. Дзьоб чорнуватий, а ноги тілесного кольору.

## Спосіб життя
Раціон складається з комах і ягід. Вони шукають поживу у нижніх частинах рослинності, переважно в підліску. Їх легко можна спостерігати. Сезон розмноження проходить з березня по липень. Чашоподібне гніздо вони влаштовують низько в кущах або бромелієвих. Як матеріал для гніздування вони використовують листя та тонке коріння. Кладка складається з двох-трьох яєць. Досліджень інкубаційного періоду та періоду гніздування немає.